# Kriwen
Kriwen is een bestuurslaag in het regentschap Sukoharjo van de provincie Midden-Java, Indonesië. Kriwen telt 4819 inwoners (volkstelling 2010).